# Barbara Grabowska-Olszewska

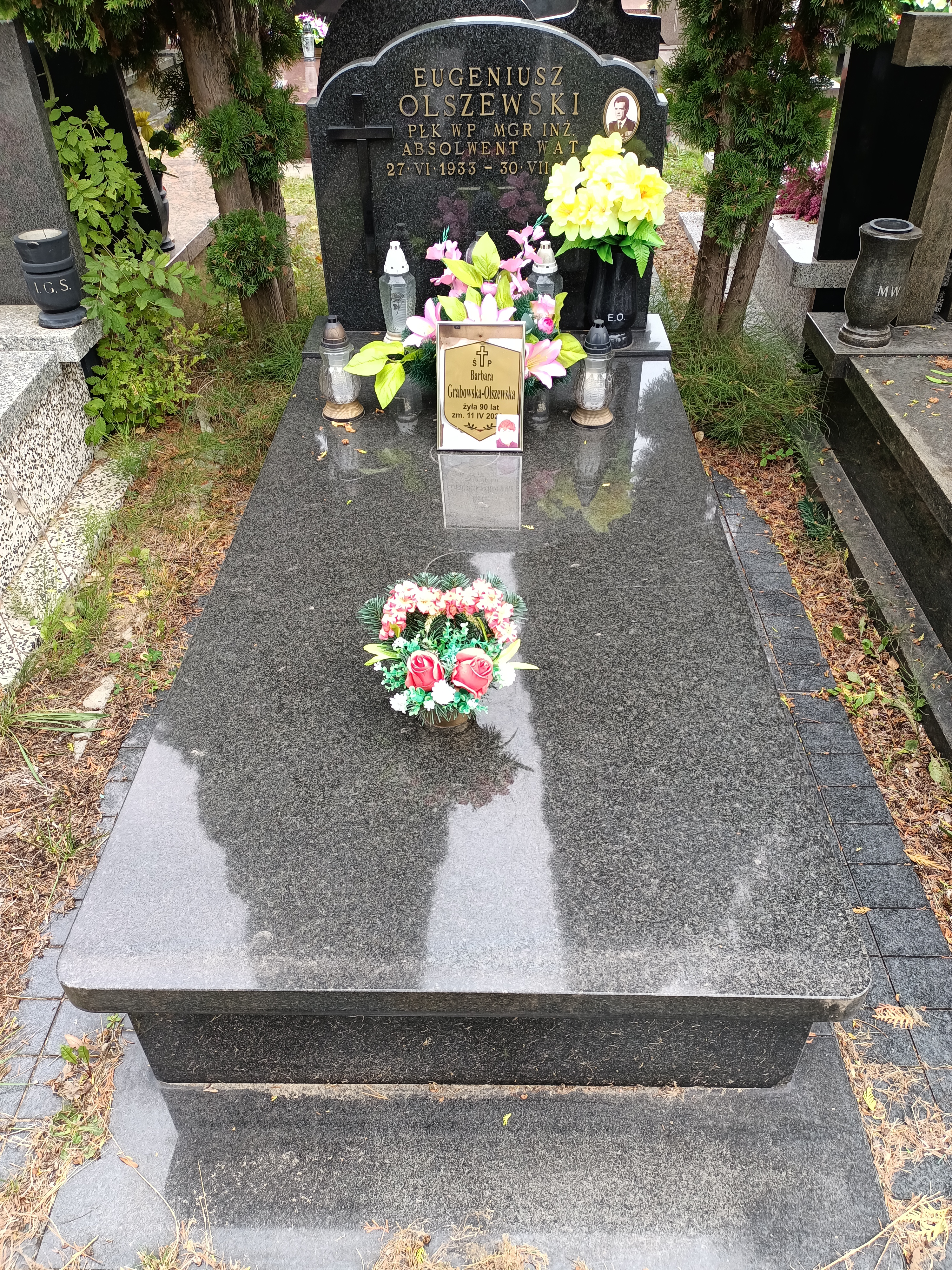
Grób Barbary Grabowskiej-Olszewskiej na Cmentarzu Komunalnym Północnym w Warszawie

Barbara Grabowska-Olszewska (ur. 11 stycznia 1933 w Suchcicach, zm. 11 kwietnia 2023 w Warszawie) – polska geolog, dr hab., prof.

## Życiorys
Obroniła pracę doktorską, następnie uzyskała stopień doktora habilitowanego. Otrzymała nominację profesorską. Pracowała w Instytucie Hydrogeologii i Geologii Inżynierskiej na Wydziale Geologii Uniwersytetu Warszawskiego.
Pochowana na cmentarzu kumunalnym Północnym w Warszawie.